# Scaptodrosophila nublada
Scaptodrosophila nublada är en tvåvingeart som först beskrevs av Wheeler och Kambysellis 1966.  Scaptodrosophila nublada ingår i släktet Scaptodrosophila och familjen daggflugor.
Artens utbredningsområde är Samoa. Inga underarter finns listade i Catalogue of Life.